# باشگاه بسکتبال کالو
باشگاه بسکتبال کالو (استونیایی: BC Kalev) که با نام کالو/کرامو نیز شناخته می‌شود یک باشگاه بسکتبال در تالین، استونی است که در سال ۱۹۹۸ تأسیس شده‌است.